# Heinz Battke
Pour les articles homonymes, voir Battke.
Heinz Battke, né le 28 novembre 1900 à Berlin et mort le 15 janvier 1966 à Francfort-sur-le-Main, est un peintre, graphiste et dessinateur allemand. 